# Назі (Марказі)
Назі (перс. نازي) — село в Ірані, у дегестані Гамзеглу, у Центральному бахші, шагрестані Хомейн остану Марказі. За даними перепису 2006 року, його населення становило 155 осіб, що проживали у складі 42 сімей.

## Клімат
Середня річна температура становить 13,22 °C, середня максимальна – 32,48 °C, а середня мінімальна – -9,14 °C. Середня річна кількість опадів – 217 мм.
| Клімат поселення                              | Клімат поселення | Клімат поселення | Клімат поселення | Клімат поселення | Клімат поселення | Клімат поселення | Клімат поселення | Клімат поселення | Клімат поселення | Клімат поселення | Клімат поселення | Клімат поселення | Клімат поселення |
| Показник                                      | Січ.             | Лют.             | Бер.             | Квіт.            | Трав.            | Черв.            | Лип.             | Серп.            | Вер.             | Жовт.            | Лист.            | Груд.            |                  |
| Середній максимум, °C                         | 10,01            | 11,71            | 17,06            | 21,48            | 25,54            | 30,30            | 32,48            | 31,86            | 28,14            | 22,42            | 16,34            | 9,99             |                  |
| Середня температура, °C                       | 0,44             | 2,13             | 7,47             | 11,90            | 15,96            | 20,72            | 25,61            | 25,00            | 21,27            | 15,54            | 9,45             | 3,13             |                  |
| Середній мінімум, °C                          | −9,14            | −7,45            | −2,1             | 2,33             | 6,39             | 11,15            | 18,74            | 18,12            | 14,40            | 8,68             | 2,60             | −3,74            |                  |
| Норма опадів, мм                              | 36               | 35               | 39               | 26               | 17               | 2                | 2                | 1                | 0                | 7                | 21               | 31               |                  |
| Середньомісячна швидкість вітру, м/с          | 1.64             | 2.00             | 3.20             | 3.06             | 2.70             | 2.50             | 2.46             | 2.35             | 2.20             | 2.09             | 2.00             | 1.95             |                  |
| Середньомісячна сонячна радіація, кДж/м²·день | 9613             | 12941            | 15358            | 18680            | 22625            | 26807            | 25777            | 24424            | 21438            | 16084            | 11385            | 9250             |                  |
| --------------------------------------------- | ---------------- | ---------------- | ---------------- | ---------------- | ---------------- | ---------------- | ---------------- | ---------------- | ---------------- | ---------------- | ---------------- | ---------------- | ---------------- |
| Джерело:                                      |                  |                  |                  |                  |                  |                  |                  |                  |                  |                  |                  |                  |                  |